# Kartdagarna
Kartdagarna är en årlig svensk branschmässa inom kartområdet och dess tillhörande fackområden.  Den arrangeras av Kartografiska sällskapet och MBK-branschens intresseförening som arrangerar GIT-mässan som hålls tillsammans med Kartdagarna.
Inom arrangemanget finns föredrag, seminarier och kurser inom GIS, geografisk IT (GIT), geodesi, fotogrammetri, laserskanning, geografisk information, kartografi, historisk kartografi och arkiv samt en teknisk utställning.

## Fotnoter
1. ↑  Mätnings-, beräknings- och karteringsbranschen.